# Premier League 2025 (Bhutan)
La Bhutan Premier League 2025 è la 14ª edizione della Bhutan Premier League, la massima divisione unificata del campionato bhutanese di calcio. Il campionato è iniziato il 19 aprile 2025 e terminerà nell'ottobre successivo.
La squadra campione in carica è il Paro, che ha vinto il suo quinto titolo nazionale nell'edizione 2024.

## Stagione

### Novità
Nel campionato non è in vigore un sistema di promozioni e retrocessioni, ma vige un torneo di qualificazione su base regionale, nato in seguito alla cessazione della Bhutan Super League nel 2020. 
Dalla stagione precedente non sono state confermate Phuentsholing Heroes e Daga Utd, che hanno dovuto partecipare al torneo di qualificazione per l'edizione 2025. Inizialmente avrebbero dovuto parteciparvi anche Tensung, BFF Academy U19 e Tsirang, ma queste tre squadre sono state riconfermate nel campionato senza dover passare per il torneo di qualificazione.
Il torneo di qualificazione è stato vinto dal Southern City, che è stato ammesso alla Premier League insieme con l'Ugyen Academy, secondo classificato.

### Formula
Le 10 squadre qualificate al campionato giocano un girone all'italiana con partite di andata e ritorno, per un totale di 18 giornate. Al termine di esso, la squadra prima classificata è campione del Bhutan e si qualifica per la AFC Challenge League 2026-2027.

## Squadre partecipanti
| Club            | Città      | Stagione precedente  |
| --------------- | ---------- | -------------------- |
| BFF Academy U19 | Thimphu    | 7° in Premier League |
| Paro            | Paro       | Campione di Bhutan   |
| RTC             | Thimphu    | 4° in Premier League |
| Samtse          | Samtse     | 5° in Premier League |
| Southern City   | Gelephu    | Non qualificato      |
| Tensung         | Thimphu    | 6° in Premier League |
| Thimphu City    | Thimphu    | 3° in Premier League |
| Transport Utd   | Thimphu    | 2° in Premier League |
| Tsirang         | Damphu     | 9° in Premier League |
| Ugyen Academy   | Khuruthang | Non qualificato      |

## Classifica
|                   | Pos. | Squadra         | Pt | G | V | N | P | GF | GS | DR |
| ----------------- | ---- | --------------- | -- | - | - | - | - | -- | -- | -- |
| Bhutan (bandiera) | 1.   | BFF Academy U19 | 0  | 0 | 0 | 0 | 0 | 0  | 0  | 0  |
|                   | 2.   | Paro            | 0  | 0 | 0 | 0 | 0 | 0  | 0  | 0  |
|                   | 3.   | RTC             | 0  | 0 | 0 | 0 | 0 | 0  | 0  | 0  |
|                   | 4.   | Samtse          | 0  | 0 | 0 | 0 | 0 | 0  | 0  | 0  |
|                   | 5.   | Southern City   | 0  | 0 | 0 | 0 | 0 | 0  | 0  | 0  |
|                   | 6.   | Tensung         | 0  | 0 | 0 | 0 | 0 | 0  | 0  | 0  |
|                   | 7.   | Thimphu City    | 0  | 0 | 0 | 0 | 0 | 0  | 0  | 0  |
|                   | 8.   | Transport Utd   | 0  | 0 | 0 | 0 | 0 | 0  | 0  | 0  |
|                   | 9.   | Tsirang         | 0  | 0 | 0 | 0 | 0 | 0  | 0  | 0  |
|                   | 10.  | Ugyen Academy   | 0  | 0 | 0 | 0 | 0 | 0  | 0  | 0  |

Legenda:
      Campione del Bhutan e ammessa alla AFC Challenge League 2026-2027.